# サンティアゴ・アラタ
サンティアゴ・アラタ（Santiago Arata、1996年9月2日 - ）は、トップ14カストル・オランピックに所属するラグビーユニオン選手。

## プロフィール
- ウルグアイ・モンテビデオ出身。
- ポジションはスクラムハーフ(SH)。
- 身長 174cm、体重 73kg
- U20ウルグアイ代表に選ばれたことがある[1]。
- ウルグアイ代表キャップは45（2025年3月現在）でワールドカップ2019・2023のウルグアイ代表に選ばれたことがある[2][3]。

## 略歴
ヒューストン・セイバーキャッツ、ペニャロールを経て、2020年、カストル・オランピックに加入。